# 토카타 (텔레비전 프로그램)

토카타의 로고

토카타(Tocata)는 1983년부터 1987년까지 마우리시오 로메로가 호세 라몬 파르도의 대본으로 감독한 스페인 텔레비전에서 방송된 음악 프로그램이다. 라이브 공연, 비디오 클립 및 세트 인터뷰를 포함하는 현대 음악 전용 공간으로 설정되었다. 163회 방송 내내 호세 안토니오 아벨란, 에디 칼리스토와 같은 DJ 또는 비키 라라즈와 같은 가수들과 같은 기자들이 출연했다. 그의 잘 알려진 튜닝은 바르셀로나 그룹인 아틀란타의 로맨틱 브레이크의 노래 버전이었다.